# 愛德華王子島大學
愛德華王子島大學（英語：University of Prince Edward Island），是一所位於加拿大愛德華王子島省的公立大學，成立於1969年。愛德華王子島大學現有三大校區，分別是位於省內的夏洛特敦校總區、莫瑞爾校區、和溫思勞校區。

## 簡介

### 歷史
愛德華王子島大學的歷史最早可追溯至1804年，該校是由創校於19世紀的聖鄧斯頓大學和威爾斯王子學院在1969年合併而成。1969年，愛德華王子島大學錄取第一屆全日制學生，共1566名，其中男性學生有914位、女性學生有652位，也共有160名教師指導教學。至今，聖鄧斯頓大學、威爾斯王子學院、和愛德華王子島大學的校友總共已過一萬八千名。

### 校園環境
愛德華王子島大學校園佔地1.20 km2，擁有28棟建築物。其中，學術及行政用地佔0.07 km2、住宅用地佔0.02 km2。愛德華王子島大學的三大校區是夏洛特敦校總區、莫瑞爾校區、和溫斯洛校區。

## 學院
愛德華王子島大學共有8所教學單位。

| - 人文科學學院（Faculty of Arts （页面存档备份，存于）） - 科學學院（Faculty of Science （页面存档备份，存于）） - 教育學學院（Faculty of Education （页面存档备份，存于）） - 獸醫學學院（Faculty of Veterinary Medicine （页面存档备份，存于）） - 商學學院（Faculty of Business （页面存档备份，存于）） - 護理學學院（Faculty of Nursing （页面存档备份，存于）） | - 可持續設計工程學院 (Faculty of Sustainable Design Engineering) - 數學和計算科學學部 (School of Mathematical and Computational Sciences) - 終身學習中心（Centre for Life-Long Learning （页面存档备份，存于）） |

## 學術表現
- 加拿大《Maclean's雜誌》2013年排名加拿大本科类大学第5名。[6]

## 學生媒體
- The Cadre（英语：The Cadre (newspaper)），愛德華王子島大學的校刊。